# Lucy Ayoub
Lucy Ayoub (født 21. juni 1992) er en israelsk tv-vært, digter og radiovært på IPBC (Kan). Ayoub var vært for Green Room ved Eurovision Song Contest 2019 sammen med Assi Azar, mens Erez Tal og Bar Refaeli var værter for selve begivenheden.